# David Köler
David Köler, auch: Colerus, Cholerus, Koler (* 1532 in Zwickau; † 25. Juli 1565 ebenda) war ein deutscher Renaissance-Musiker, Organist, Kantor, Komponist und der erste Leiter der Schweriner Hofkapelle.

## Leben
Daid Köler stammte aus ärmlichen Verhältnissen. Ein Stipendium ermöglichte ihm den Besuch der Lateinschule in Zwickau. Ab 1551 studierte er in Ingolstadt. 1554/55 war er Kantor in Schönfeld in Böhmen, heute Krásno nad Teplou. Hier entstand seine Sammlung von zehn Psalmen, die lediglich in einem Exemplar in der Ratsschulbibliothek Zwickau vollständig erhalten ist. 1556/57 war er in St. Joachimsthal, heute Jáchymov, tätig und von 1557 bis 1563 Kantor in Altenburg. 
1563 berief ihn Herzog Johann Albrecht I. von Mecklenburg-Schwerin zum Hofkapellmeister. Verbunden damit war die Aufgabe zur Schaffung einer „Hof-Cantorej“.
Doch nach zwei Jahren ging er 1565 als Stadtkantor in seine Heimatstadt Zwickau zurück. Sein Nachfolger in Schwerin wurde (nach einer Vakanz) Johannes Flamingus.

## Werke
- Zehen Psalmen Davids | des Propheten, mit vier, fünff vnd sechs | stimmen gesetzt. Leipzig: Wolfgang Günther 1554
- Missa super: Benedicta es coelorum Josquini, 7 vocum (Ms, Ratsschulbibliothek Zwickau)
- O du edler brunn der frewden, in: Auserwählte Tonwerke der berühmtesten Meister des 15. und 16. Jahrhunderts. Eine Beispielsammlung zum dritten Bande der Musikgeschichte von A.W. Ambros. Nach dessen unvollendet hinterlassenem Notenmaterial mit zahlreichen Vermehrungen [2/3 der Tonsätze] herausgegeben von Otto Kade. Leipzig: Leuckart 1882, Nr. 43, S. XXXVIII und 363
- Rosa florum gloria. 1567